# Ligue 2 2017-18
 Mùa giải 20171818 Ligue 2 (được gọi là Ligue 2 Domino vì lý do tài trợ ) là mùa thứ 79 kể từ khi thành lập.

## Đội
Có 20 câu lạc bộ trong giải đấu, với ba đội được thăng hạng từ Championnat National thay thế ba đội bị xuống hạng từ Ligue 2 sau mùa giải 2016-17. Tất cả các câu lạc bộ tham gia Ligue 2 cho mùa giải đều phải được DNCG chấp thuận trước khi đủ điều kiện tham gia.

### Thay đổi đội
| Thăng hạng từ 2016–17 Championnat National - Quevilly-Rouen - Châteauroux - Paris FC Xuống hạng từ 2016–17 Ligue 1 - Nancy - Lorient | Thăng hạng đến 2017–18 Ligue 1 - Troyes - Amiens - Strasbourg Xuống hạng đến 2017–18 Championnat National - Laval - Red Star |

### Sân vận động và địa điểm
| Câu lạc bộ      | Địa điểm          | Sân vận động                  | Sức chứa |
| --------------- | ----------------- | ----------------------------- | -------- |
| AC Ajaccio      | Ajaccio           | Sân vận động François Coty    | 10.446   |
| Auxerre         | Auxerre           | Sân vận động Abbé-Deschamps   | 21.379   |
| Bourg-Péronnas  | Bourg-en-Bresse   | Sân vận động Marcel-Verchère  | 11.400   |
| Brest           | Brest             | Sân vận động Francis-Le Blé   | 15.097   |
| Châteauroux     | Châteauroux       | Sân vận động Gaston Petit     | 17.173   |
| Clermont Foot   | Clermont-Ferrand  | Sân vận động Gabriel Montpied | 11.980   |
| Gazélec Ajaccio | Ajaccio           | Sân vận động Ange Casanova    | 8.000    |
| Le Havre        | Le Havre          | Sân vận động Océane           | 25.000   |
| Lens            | Lens              | Sân vận động Bollaert-Delelis | 38.223   |
| Lorient         | Lorient           | Sân vận động Moustoir         | 18.890   |
| Nancy           | Tomblaine         | Sân vận động Marcel Picot     | 20.087   |
| Nîmes           | Nîmes             | Sân vận động Costières        | 18.482   |
| Niort           | Niort             | Sân vận động René Gaillard    | 10.886   |
| Orléans         | Orléans           | Sân vận động Source           | 7.000    |
| Paris FC        | Paris             | Sân vận động Charléty         | 20.000   |
| Quevilly-Rouen  | Le Petit-Quevilly | Sân vận động Robert Diochon   | 12.018   |
| Reims           | Reims             | Sân vận động Auguste-Delaune  | 21.684   |
| Sochaux         | Montbéliard       | Sân vận động Auguste Bonal    | 20.000   |
| Tours           | Tours             | Sân vận động Vallée du Cher   | 16.247   |
| Valenciennes    | Valenciennes      | Sân vận động Hainaut          | 25.172   |

## Bảng xếp hạng
| Pos | Team               | Pld | W  | D  | L  | GF | GA | GD  | Pts | Promotion or Relegation                            |
| --- | ------------------ | --- | -- | -- | -- | -- | -- | --- | --- | -------------------------------------------------- |
| 1   | Reims (C, P)       | 38  | 28 | 4  | 6  | 74 | 24 | +50 | 88  | Promotion to Ligue 1                               |
| 2   | Nîmes (P)          | 38  | 22 | 7  | 9  | 75 | 37 | +38 | 73  | Promotion to Ligue 1                               |
| 3   | Ajaccio            | 38  | 20 | 8  | 10 | 62 | 43 | +19 | 68  | Qualification to promotion play-offs semi-final    |
| 4   | Le Havre           | 38  | 19 | 9  | 10 | 53 | 34 | +19 | 66  | Qualification to promotion play-offs quarter-final |
| 5   | Brest              | 38  | 18 | 11 | 9  | 58 | 43 | +15 | 65  | Qualification to promotion play-offs quarter-final |
| 6   | Clermont           | 38  | 17 | 12 | 9  | 54 | 36 | +18 | 63  |                                                    |
| 7   | Lorient            | 38  | 18 | 8  | 12 | 61 | 46 | +15 | 62  |                                                    |
| 8   | Paris FC           | 38  | 16 | 13 | 9  | 46 | 36 | +10 | 61  |                                                    |
| 9   | Châteauroux        | 38  | 17 | 9  | 12 | 50 | 50 | 0   | 60  |                                                    |
| 10  | Sochaux            | 38  | 15 | 8  | 15 | 51 | 62 | −11 | 53  |                                                    |
| 11  | Auxerre            | 38  | 13 | 8  | 17 | 51 | 55 | −4  | 47  |                                                    |
| 12  | Orléans            | 38  | 12 | 10 | 16 | 52 | 61 | −9  | 46  |                                                    |
| 13  | Valenciennes       | 38  | 12 | 9  | 17 | 50 | 64 | −14 | 45  |                                                    |
| 14  | Lens               | 38  | 11 | 10 | 17 | 48 | 49 | −1  | 43  |                                                    |
| 15  | Niort              | 38  | 11 | 9  | 18 | 47 | 60 | −13 | 42  |                                                    |
| 16  | Gazélec Ajaccio    | 38  | 11 | 8  | 19 | 35 | 60 | −25 | 41  |                                                    |
| 17  | Nancy              | 38  | 9  | 11 | 18 | 39 | 54 | −15 | 38  |                                                    |
| 18  | Bourg-Péronnas (R) | 38  | 10 | 6  | 22 | 50 | 87 | −37 | 36  | Qualification to relegation play-offs              |
| 19  | Quevilly-Rouen (R) | 38  | 9  | 6  | 23 | 45 | 66 | −21 | 33  | Relegation to Championnat National                 |
| 20  | Tours (R)          | 38  | 5  | 8  | 25 | 34 | 68 | −34 | 23  | Relegation to Championnat National                 |

Rules for classification: 1) Points; 2) Goal difference; 3) Head-to-head points; 4) Head-to-head goal difference; 5) Head-to-head goals scored; 6) Head-to-head away goals; 7) Goals scored; 8) Away goals scored; 9) Most goals scored in one league match; 10) Fair-play points

## Các kết quả
| Home \ Away     | GAZ | ACA | AUX | BPE | BRS | CHA | CLR | LHA | RCL | LOR | NAL | NMS | NRT | ORL | PAR | QUR | REI | SOC | TOU | VAL |
| --------------- | --- | --- | --- | --- | --- | --- | --- | --- | --- | --- | --- | --- | --- | --- | --- | --- | --- | --- | --- | --- |
| Gazélec Ajaccio |     | 0–1 | 3–1 | 1–2 | 1–1 | 2–1 | 2–1 | 1–1 | 1–1 | 0–0 | 2–1 | 2–0 | 0–2 | 1–0 | 0–0 | 1–0 | 1–2 | 0–1 | 3–2 | 3–4 |
| Ajaccio         | 2–0 |     | 3–1 | 2–0 | 2–1 | 1–2 | 2–1 | 1–0 | 2–0 | 3–2 | 2–0 | 1–4 | 2–2 | 1–1 | 2–0 | 2–0 | 0–1 | 3–2 | 2–1 | 3–0 |
| Auxerre         | 0–1 | 1–1 |     | 3–1 | 1–2 | 1–2 | 1–2 | 1–1 | 1–0 | 1–0 | 1–1 | 0–0 | 5–0 | 1–3 | 1–1 | 2–1 | 1–4 | 2–0 | 1–1 | 2–0 |
| Bourg-Péronnas  | 2–0 | 5–4 | 1–1 |     | 2–4 | 3–0 | 0–2 | 2–1 | 0–6 | 2–2 | 3–2 | 2–2 | 0–1 | 4–0 | 1–2 | 3–5 | 0–2 | 2–1 | 1–1 | 1–3 |
| Brest           | 0–0 | 2–3 | 1–1 | 3–0 |     | 2–3 | 1–0 | 1–0 | 1–1 | 3–0 | 2–1 | 0–2 | 2–0 | 0–1 | 1–1 | 2–0 | 0–0 | 1–0 | 1–3 | 3–1 |
| Châteauroux     | 4–1 | 0–2 | 1–2 | 3–1 | 2–2 |     | 0–2 | 2–1 | 0–0 | 3–1 | 1–0 | 1–0 | 2–1 | 0–0 | 0–0 | 3–2 | 3–1 | 1–1 | 1–0 | 0–1 |
| Clermont        | 1–0 | 1–1 | 1–0 | 4–1 | 1–2 | 1–1 |     | 3–0 | 1–0 | 0–2 | 2–0 | 1–1 | 2–2 | 4–2 | 2–2 | 1–1 | 2–1 | 0–2 | 2–0 | 3–0 |
| Le Havre        | 2–1 | 2–0 | 4–1 | 0–0 | 1–0 | 1–1 | 2–1 |     | 1–0 | 3–2 | 3–0 | 2–1 | 2–1 | 1–1 | 1–1 | 0–2 | 0–0 | 1–0 | 2–0 | 1–0 |
| Lens            | 2–0 | 2–0 | 2–1 | 0–1 | 2–4 | 2–1 | 0–1 | 3–3 |     | 2–3 | 1–1 | 1–2 | 3–1 | 0–1 | 1–0 | 2–0 | 0–1 | 0–1 | 2–0 | 1–1 |
| Lorient         | 4–1 | 2–0 | 1–3 | 6–0 | 4–2 | 3–0 | 1–1 | 1–0 | 1–1 |     | 0–0 | 1–2 | 0–0 | 3–1 | 2–0 | 1–1 | 2–1 | 2–1 | 2–0 | 0–1 |
| Nancy           | 1–0 | 2–2 | 2–1 | 2–1 | 2–2 | 4–1 | 2–2 | 0–3 | 1–1 | 0–2 |     | 0–2 | 0–0 | 3–0 | 0–1 | 1–2 | 0–2 | 2–2 | 3–1 | 3–0 |
| Nîmes           | 4–0 | 1–1 | 3–0 | 4–0 | 4–0 | 3–0 | 3–1 | 1–0 | 0–1 | 1–0 | 0–0 |     | 1–5 | 4–1 | 2–1 | 4–1 | 0–1 | 0–2 | 2–2 | 1–0 |
| Niort           | 4–1 | 0–0 | 2–0 | 2–0 | 0–2 | 2–1 | 1–1 | 0–1 | 2–2 | 1–2 | 0–0 | 1–4 |     | 2–3 | 0–2 | 2–1 | 1–2 | 1–1 | 2–1 | 1–2 |
| Orléans         | 2–0 | 0–0 | 2–3 | 5–1 | 1–1 | 1–1 | 1–2 | 2–1 | 2–0 | 1–2 | 3–1 | 1–4 | 3–1 |     | 1–1 | 2–1 | 0–2 | 3–3 | 1–1 | 3–4 |
| Paris           | 0–0 | 2–1 | 2–1 | 2–0 | 0–1 | 0–0 | 0–0 | 0–3 | 2–2 | 1–1 | 2–1 | 2–1 | 0–1 | 1–0 |     | 2–0 | 0–3 | 2–0 | 2–0 | 3–2 |
| Quevilly-Rouen  | 0–2 | 0–1 | 4–1 | 1–4 | 1–4 | 0–1 | 0–2 | 0–2 | 1–2 | 3–0 | 2–0 | 1–3 | 1–2 | 1–0 | 0–4 |     | 1–2 | 1–1 | 4–0 | 2–2 |
| Reims           | 5–0 | 1–0 | 2–0 | 3–0 | 0–1 | 4–0 | 1–0 | 0–1 | 3–1 | 0–1 | 3–0 | 2–2 | 3–1 | 2–0 | 1–1 | 2–1 |     | 3–0 | 1–0 | 5–1 |
| Sochaux         | 4–1 | 1–6 | 0–4 | 2–0 | 1–1 | 1–5 | 1–3 | 3–2 | 3–2 | 0–2 | 1–0 | 2–1 | 2–1 | 3–2 | 1–0 | 0–1 | 2–4 |     | 0–0 | 3–1 |
| Tours           | 1–2 | 1–3 | 0–2 | 3–2 | 1–2 | 0–1 | 0–0 | 0–3 | 4–2 | 3–1 | 1–2 | 0–4 | 2–1 | 1–1 | 1–2 | 2–2 | 0–1 | 0–1 |     | 1–2 |
| Valenciennes    | 1–1 | 2–0 | 0–2 | 2–2 | 0–0 | 1–2 | 0–0 | 1–1 | 1–0 | 4–2 | 0–1 | 1–2 | 4–1 | 0–1 | 2–4 | 1–1 | 1–3 | 2–2 | 2–0 |     |

## Khuyến mãi play-off
Một vòng thi play-off thăng hạng đã được tổ chức vào cuối mùa giải, liên quan đến các đội xếp thứ 3, 4 và 5 trong năm 2017–18 Ligue 2, và đội xếp thứ 18 trong năm 2017-18 Ligue 1.
Trận tứ kết diễn ra vào ngày 15 tháng 5, trận bán kết vào ngày 18 tháng 5 và trận chung kết vào ngày 23 và 27 tháng 5 năm 2018.
|  | Tứ kết | Tứ kết   | Tứ kết |  |  | Ban kết | Ban kết     | Ban kết |  |  | Sau cùng | Sau cùng  | Sau cùng | Sau cùng | Sau cùng |
|  |        |          |        |  |  |         |             |         |  |  |          |           |          |          |          |
|  |        |          |        |  |  | 3       | Ajaccio (p) | 2 (5)   |  |  |          |           |          |          |          |
|  | 4      | Lê Havre | 2      |  |  | 4       | Lê Havre    | 2 (3)   |  |  |          |           |          |          |          |
|  | 5      | Brest    | 0      |  |  |         |             |         |  |  | 3        | Ajaccio   | 0        | 0        | 0        |
|  |        |          |        |  |  |         |             |         |  |  | 18       | Thành phố | 3        | 1        | 4        |

### Tứ kết
| Le Havre                  | 2–0 | Brest |
| ------------------------- | --- | ----- |
| Fontaine 38' · Bonnet 88' |     |       |

### Bán kết
| Ajaccio                                        | 2–2 (s.h.p.) | Le Havre                             |
| ---------------------------------------------- | ------------ | ------------------------------------ |
| - Gimbert 16' - Camara 120+5'                  | Chi tiết     | Mateta 36', 111' (ph.đ.)             |
| Loạt sút luân lưu                              |              |                                      |
| - Selemani - Laçi - Camara - Lejeune - Gimbert | 5–3          | - Ferhat - Guitane - Fontaine - Gory |

## Play-off xuống hạng
Một trận play-off xuống hạng đã được tổ chức vào cuối mùa giải giữa đội bóng xếp thứ 18 Ligue 2 và đội xếp thứ 3 2017-18 Championnat National. Điều này đã được chơi trên hai lượt vào ngày 22 và 27 tháng 5 năm 2018.
| Grenoble                            | 2–1      | Bourg-Péronnas |
| ----------------------------------- | -------- | -------------- |
| Sotoca 1' · Elogo 69' · Belvito 83' | Chi tiết | Bègue 45+1'    |

| Bourg-Péronnas | 0–0      | Grenoble |
| -------------- | -------- | -------- |
| Sarr 90+5'     | Chi tiết |          |

Grenoble được thăng hạng 2018-19 Ligue 2

## Vua phá lưới
Kể từ ngày 11 tháng 5 năm 2018 
| Hạng | Cầu thủ                              | Câu lạc bộ        | Bàn thắng |
| ---- | ------------------------------------ | ----------------- | --------- |
| 1    | liên_kết=\|viền Umut Bozok           | Nimes             | 24        |
| 2    | liên_kết=\|viền Rô-bốt Alioui        | Nimes             | 17        |
| 2    | liên_kết=\|viền Theoson Siebatcheu   | Reims             | 17        |
| 2    | liên_kết=\|viền Jean-Philippe Mateta | Lê Havre          | 17        |
| 5    | liên_kết=\|viền Dona Ndoh            | Niort             | 15        |
| 6    | liên_kết=\|viền Ludovic Ajorque      | Clermont          | 14        |
| 6    | liên_kết=\|viền Pablo Chavarría      | Reims             | 14        |
| số 8 | liên_kết=\|viền Ghislain Gimbert     | Ajaccio           | 13        |
| số 8 | liên_kết=\|viền Riad Nouri           | Ajaccio           | 13        |
| 10   | liên_kết=\|viền Martin Martin        | Sochaux           | 12        |
| 10   | liên_kết=\|viền Yoane Wissa          | Ajaccio / Lorient | 12        |
| 10   | liên_kết=\|viền Yannick Gomis        | Orleans           | 12        |
| 10   | liên_kết=\|viền Malik Tchokounté     | Paris             | 12        |

## Số đội theo khu vực
| Đội | Khu vực                                 | Đội                           |
| --- | --------------------------------------- | ----------------------------- |
| 3   | liên_kết=\|viền Centre-Val de Loire     | Châteauroux, Orleans và Tours |
| 2   | liên_kết=\|viền Auvergne-Rhône-Alpes    | Clermont và Bourg-Péronnas    |
| 2   | liên_kết=\|viền Bourgogne-Franche-Comté | Auxerre và Sochaux            |
| 2   | liên_kết=\|viền Brittany                | Brest và Lorient              |
| 2   | liên_kết=\|viền Corsica                 | Ajaccio và Gazélec Ajaccio    |
| 2   | liên_kết=\|viền Grand Est               | Nancy và Reims                |
| 2   | liên_kết=\|viền Hauts-de-France         | Lens và Valenciennes          |
| 2   | liên_kết=\|viền Normandy                | Le Havre và Quevilly-Rouen    |
| 1   | liên_kết=\|viền Île-de-France           | Paris FC                      |
| 1   | liên_kết=\|viền Nouvelle-Aquitaine      | Niort                         |
| 1   | liên_kết=\|viền Occitanie               | Nimes                         |